# كانتون (نيويورك)
كانتون (بالإنجليزية: Canton, New York)‏ هي بلدة أمريكية تقع في الولايات المتحدة في مقاطعة سانت لورنس، نيويورك. يقدر عدد سكانها بـ 10,995 نسمة .

## المناخ
يظهر الجدول التالي التغييرات المناخية على مدار السنة لكانتون:
| البيانات المناخية لـكانتون          | البيانات المناخية لـكانتون | البيانات المناخية لـكانتون | البيانات المناخية لـكانتون | البيانات المناخية لـكانتون | البيانات المناخية لـكانتون | البيانات المناخية لـكانتون | البيانات المناخية لـكانتون | البيانات المناخية لـكانتون | البيانات المناخية لـكانتون | البيانات المناخية لـكانتون | البيانات المناخية لـكانتون | البيانات المناخية لـكانتون | البيانات المناخية لـكانتون |
| الشهر                               | يناير                      | فبراير                     | مارس                       | أبريل                      | مايو                       | يونيو                      | يوليو                      | أغسطس                      | سبتمبر                     | أكتوبر                     | نوفمبر                     | ديسمبر                     | المعدل السنوي              |
| ----------------------------------- | -------------------------- | -------------------------- | -------------------------- | -------------------------- | -------------------------- | -------------------------- | -------------------------- | -------------------------- | -------------------------- | -------------------------- | -------------------------- | -------------------------- | -------------------------- |
| الدرجة القصوى °ف (°م)               | 66 (19)                    | 65 (18)                    | 80 (27)                    | 89 (32)                    | 93 (34)                    | 95 (35)                    | 98 (37)                    | 99 (37)                    | 93 (34)                    | 83 (28)                    | 77 (25)                    | 70 (21)                    | 99 (37)                    |
| متوسط درجة الحرارة الكبرى °ف (°م)   | 26.0 (−3.3)                | 29.6 (−1.3)                | 38.8 (3.8)                 | 53.4 (11.9)                | 65.7 (18.7)                | 74.5 (23.6)                | 78.9 (26.1)                | 77.3 (25.2)                | 69.6 (20.9)                | 56.9 (13.8)                | 45.1 (7.3)                 | 32.4 (0.2)                 | 54.0 (12.2)                |
| متوسط درجة الحرارة الصغرى °ف (°م)   | 5.4 (−14.8)                | 8.0 (−13.3)                | 18.7 (−7.4)                | 32.9 (0.5)                 | 44.3 (6.8)                 | 53.8 (12.1)                | 58.5 (14.7)                | 56.1 (13.4)                | 48.1 (8.9)                 | 36.9 (2.7)                 | 28.0 (−2.2)                | 14.6 (−9.7)                | 33.8 (1.0)                 |
| أدنى درجة حرارة °ف (°م)             | −41 (−41)                  | −43 (−42)                  | −30 (−34)                  | −8 (−22)                   | 21 (−6)                    | 29 (−2)                    | 34 (1)                     | 32 (0)                     | 22 (−6)                    | 13 (−11)                   | −15 (−26)                  | −37 (−38)                  | −43 (−42)                  |
| الهطول إنش (مم)                     | 2.12 (54)                  | 1.82 (46)                  | 2.15 (55)                  | 2.93 (74)                  | 3.17 (81)                  | 3.45 (88)                  | 3.74 (95)                  | 3.75 (95)                  | 4.26 (108)                 | 4.11 (104)                 | 3.30 (84)                  | 2.54 (65)                  | 37.34 (949)                |
| متوسط تساقط الثلوج إنش (سم)         | 21.1 (54)                  | 17.5 (44)                  | 11.8 (30)                  | 3.8 (9.7)                  | 0.0 (0.0)                  | 0.0 (0.0)                  | 0.0 (0.0)                  | 0.0 (0.0)                  | 0.0 (0.0)                  | 0.5 (1.3)                  | 5.3 (13)                   | 19.6 (50)                  | 79.6 (202)                 |
| متوسط أيام هطول الأمطار (≥ 0.01 in) | 14                         | 11                         | 11                         | 12                         | 14                         | 13                         | 12                         | 12                         | 12                         | 13                         | 13                         | 14                         | 151                        |
| المصدر: NOAA                        |                            |                            |                            |                            |                            |                            |                            |                            |                            |                            |                            |                            |                            |

## أعلام
- كايل فلانغن
- فريدريك شيلر لي
- ويد ميجان
- جوردن غرينواي
- دان برادي